# Anders Bäckegren
Per Anders Bäckegren, född 25 juli 1968 i Göteborg, är en svensk före detta handbollsspelare. Han är högerhänt och spelade som i anfall som vänsternia. Han blev OS-silvermedaljör i Barcelona 1992 och VM-bronsmedaljör på hemmaplan 1993.

## Klubbkarriär
Anders Bäckegrens moderklubb var BK Heid i hemstaden. Han spelade kvar i laget till 21 års ålder. Efter att ha spelat i U-21 landslaget gick han till Redbergslids IK 1989. Han spelade i RIK i 7 säsonger och vann tre SM-guld med klubben. Han spelade sedan fem år i Vfl Bad Schwartau.
Då han 1996 bytte klubb låg Bad Schwartau i andra bundesligan. Två år senare lyckades klubben ta sig upp i  Bundesligan. Efter att ha skadat korsbandet för andra gången i december  2000 avslutade Bäckegren sin handbollskarriär.

## Landslagskarriär
Bäckegren debuterade i ungdomslandslaget 1987 och spelade fram till 1989 35 landskamper med 140 gjorda mål. 1990 fick han debutera i A-landslaget den 1 juni 1990 mot Nederländerna i en vinstmatch 23-17 där Bäckegren blev mållös. Anders Bäckegren spelade sedan enligt den nya och gamla landslagsstatistiken mellan 1990 och 1996 57 landskamper och gjorde 92 mål i landslaget. 1990 deltog han inte i VM men till OS 1992 var han med i truppen och mästerskapsdebuterade med ett OS-silver. Han spelade bara två matcher i OS mot Brasilien och Island och gjorde ett mål. Han spelade sedan i VM 1993 i Sverige och vann en bronsmedalj. Efter 1993 spelade han färre landskamper och inte i mästerskapen längre. Sista landskampen spelade han mot Danmark den 28 juni 1996 i Båstad.